# 1061.
◄ | 10. stoljeće | 11. stoljeće | 12. stoljeće | ►
◄ | 1030-ih | 1040-ih | 1050-ih | 1060-ih | 1070-ih | 1080-ih | 1090-ih | ►
◄◄ | ◄ | 1058. | 1059. | 1060. | 1061. | 1062. | 1063. | 1064. | ► | ►►
Arhitektura • Astronomija • Knjige • Književnost • Kršćanstvo • Medicina • Pravo • Promet • Znanost

## Događaji
- 30. rujna – Održana je papinska konklava u rimskoj crkvi Sveti Petar u okovima.

## Smrti
- 27. srpnja – Nikola II., papa

## Vanjske poveznice
|  | Zajednički poslužitelj ima još gradiva o temi 1061. |